# 인천 백련정사 칠성도
인천 백련정사 칠성도는 인천광역시 미추홀구 도화동, 백련정사에 있는 불화이다. 2010년 12월 6일 인천광역시의 유형문화재 제62호로 지정되었다.

## 개요
칠성도는 북두칠성과 여러 별들을 불교화한 것으로 도교와 불교의 결합을 보여주는 불화이다. 불두칠성은 오래전부터 여행의 길잡이로 신앙되었고, 나아가 인간사를 주관하는 권능을 가진 별로 신앙되었다. 칠성도의 본존불은 치성광여래(熾盛光如來)로 북극성을 불교화한 것이다. 치성광여래의 몸에서 빛이 나와 그 빛으로 모든 중생을 교화시키고, 모든 재난을 사라지게 한다고 믿어진다. 그러므로 북두칠성과 치성광여래는 재앙을 물리치고 질병을 다스리며, 수명연장과 득남(得男)을 기원하는 신앙의 대상이 되었다.
가로로 긴 화면에 다른 칠성도에 비해 화면구성이 단순하며, 이목구비 등의 세부표현이 소략하게 처리되었다. 전체적으로 안료가 탈락되거나 후에 채색이 덧칠해진 부분도 있다. 화기(畵記)는 일부 손상되었으나 원래 전남 장성의 방장산(方丈山)에 소재한 사찰에서 달기(達基, 1885～1961)라는 화승(畵僧)이 제작한 사실을 알려준다.
이 칠성도는 단순한 화면구성, 섬약한 필선, 얼굴에 음영이 가해지고 적색, 녹색 및 코발트빛 청색이 주조를 이루는 채색방식 등의 특징으로 보아 20세기 초에 제작되었을 것으로 추정된다.
칠성탱화라고도 불리는 칠성도는 비단바탕에 채색한 그림으로, 크기는 가로 200cm, 세로 170cm이다. 붉은색과 청색이 어우어린 대의와 연화좌 그리고 녹색광배로 인해 강한 색감을 느끼게 한다. 손에 금륜을 든 치성광여래(熾盛光如來)를 주존으로 모시고 그 중심으로 좌우로는 일광보살과 월광보살이 있으며 그 아래로는 칠원성군(七元星君)이 나타나 있다. 그 위로는 육성(六星)이 각각 나뉘어 있다. 부처님의 좌측에 머리가 뾰족한 대머리 노인은 수성노인이며 우측에 돼지코 모양의 성군은 비교적 자유로운 모습과 해학적으로 묘사되어 있어 그 상의 예가 흔하지 않다.

## 참고 자료
- 백련정사 칠성도 - 국가유산청 국가유산포털